# Ptereleotris randalli
Ptereleotris randalli är en fiskart som beskrevs av Gasparini, Rocha och Sergio R. Floeter 2001. Ptereleotris randalli ingår i släktet Ptereleotris och familjen Ptereleotridae. Inga underarter finns listade i Catalogue of Life.